# Hydraulicité (chaux)
Pour les articles homonymes, voir Hydraulicité.
L'hydraulicité est la capacité d'une chaux à faire prise sous l'eau.

## Définition
Dans le domaine des matériaux de construction des bâtiments, l'hydraulicité est une qualité des mortiers, plâtres, chaux et ciments dits « hydrauliques », c'est-à-dire pouvant faire prise en présence d'eau, ou en l'absence d'air. Plus le matériau est hydraulique, moins il est perméable à l'air et à l'eau.

## Histoire
L'hydraulicité des chaux est expérimentée par les Grecs, à Théra, où l'on introduisait dans le mélange chaux-sable de la poudre volcanique ou de la «terre de Santorin» exploitée sur l'île. Chez les Romains aussi, dans Vitruve dans son De architectura, Livre II, chapitre 6 - où on l'obtient par adjonction de tuileau ou de pouzzolane à de la chaux grasse et aérienne.
Mais la chimie de la réaction (réaction pouzzolanique) est réellement découverte au XIXe siècle, notamment par Louis Vicat. Le terme « hydraulicité » est d'ailleurs de son choix. Il précise toutefois qu'en la nommant ainsi, on a sacrifié le sens étymologique à l'usage qui applique la qualification d'hydraulique aux travaux exécutés dans l'eau; le nom d'hydrolithes formé du grec ὕδρω - eau et λίθος - pierre, en indiquant la propriété caractéristique de ces chaux de devenir pierres sous l'eau eût satisfait à la double exigence sans trop s'écarter du mot en usage.
Les mortiers hydrauliques, nous dit Vicat, sont comme leur nom l'indique destinés aux maçonneries placées dans l'eau ; on les nomme aussi bétons ; la chaux en est toujours la base essentielle ; on la mêle selon sa nature tantôt avec le sable seul, tantôt avec le sable et la pouzzolane, tantôt enfin avec la pouzzolane seule. Nous comprenons sous ce nom de pouzzolane non seulement les produits volcaniques de l'Italie et de la France mais aussi toutes les substances analogues que l'on modifie par le feu des fourneaux et auxquelles on parvient à donner à très peu près les qualités des pouzzolanes naturelles.
Le degré d'hydraulicité est d'après Louis Vicat un indice de classification des chaux. Leur énergie ou degré d'hydraulicité se mesure généralement par la quantité d'argile qu'elles renferment comparée à la chaux caustique représentée par l'unité. On distingue chaux éminemment (0,36 à 0,40), moyennement (0,30 et 0,36), ou faiblement hydrauliques (0,24 à 0,30), chiffres qui correspondent respectivement à des doses d'argile de 17 à 20 ou de 15 à 17 ou de 12 à 15 pour 100 parties de calcaire argileux. Une chaux grasse et aérienne n'a donc que très peu ou pas d'énergie.

## Chimie
La proportion d'argile dans la pierre avant calcination conditionne l'hydraulicité de la chaux. On peut classer les chaux, comme l'avait proposé Vicat, grâce à un indice d’hydraulicité ou indice de Vicat i qui est donné par le rapport des éléments les plus acides (argiles) aux éléments les plus basiques (calcaires) :
{\displaystyle i={\frac {\text{fraction acide}}{\text{fraction basique}}}}
{\displaystyle i={\frac {\text{poids d'argile}}{\text{poids de calcaire}}}}
{\displaystyle i={\rm {\frac {SiO_{2}+Al_{2}O_{3}+Fe_{2}O_{3}}{CaO+MgO}}}}.
Cet indice permet de classer les chaux de la chaux aérienne, ou chaux grasse (ne contenant pas d'argile) à la chaux la plus hydraulique (contenant 20 % d'argile).